# 伊井篤史
伊井 篤史（いい あつし、1939年1月1日 - 2020年3月21日）は、日本の声優、俳優。アーツビジョン所属。東京府（現・東京都）出身。

## 来歴
東京都立小金井工業高等学校卒業。以前は劇団東京新芸、Kプロダクション、劇団新人会映画放送部、マウスプロモーション、エム・カンパニー、ぷろだくしょん★A組に所属していた。
2020年3月21日、病気療養中のところ、死去したことが所属事務所から発表された。81歳没。妻によると、晩年は認知症などで療養していたという。

## 人物
声種はテナー。
『サザエさん』では、裏のおじいちゃん・中島くんのおじいちゃん・岡島さんなど、複数の準レギュラーを2002年頃から2013年秋まで担当していた。
ディズニー作品ではホーレス・ホースカラーとスクルージ・マクダック（北村弘一の後任）を2016年まで担当していた。

## 後任
伊井の降板および死後、持ち役を引き継いだ人物は以下の通り。
| 後任       | 役名                   | 作品                      | 後任の初出演                            |
| ---------- | ---------------------- | ------------------------- | --------------------------------------- |
| 岩田安生   | 伊佐坂難物             | 『サザエさん』            | 2002年4月放送分                         |
| 高桑満     | 岡島                   | 『サザエさん』            | 2013年9月放送分                         |
| 高桑満     | 裏のおじいちゃん       | 『サザエさん』            | 2013年12月8日放送分                     |
| 高桑満     | 中島のおじいちゃん     | 『サザエさん』            | 2013年12月8日放送分                     |
| 佐々木梅治 | 棟梁                   | 『サザエさん』            | 2022年6月5日放送分                      |
| 伊藤栄次   | てんぷら和尚           | 『それいけ!アンパンマン』 | 2013年4月5日放送分                      |
| 池田勝     | てんぷら和尚           | 『それいけ!アンパンマン』 | 2016年4月22日放送分                     |
| 小形満     | スクルージ・マクダック | ディズニー作品            | 『ミッキーマウス!』クリスマススペシャル |
| 魚建       | ホーレス・ホースカラー | ディズニー作品            | 『ミッキーマウスとロードレーサーズ』    |
| 吉富英治   | ウォルドーフ           | マペットシリーズ          | 『マペット・ベビー』                    |
| 土田大     | ネファリオ博士         | 『怪盗グルー』シリーズ    | 『ミニオンズ フィーバー』               |
| 小柳基     | ネファリオ博士         | 『怪盗グルー』シリーズ    | 『怪盗グルーのミニオン超変身』          |
| 松島潤     | ジョン                 | 『地獄のコマンド』        | 完声版追加収録部分                      |
| モアイ岩下 | デービッド             | 『デルタ・フォース』      | 完声版追加収録部分                      |

## 出演
太字はメインキャラクター。

### テレビドラマ
- 特別機動捜査隊（テレビ朝日）※伊井篤名義
  - 第385話「ブルーボーイ」（1969年）
  - 第458話「白い心の旅路」（1970年）
- 愛の戦士レインボーマン 第8話「ひとりぼっちの戦い」（1972年、テレビ朝日） ※OP表記は「伊井篤」
- 純愛山河 愛と誠 第12話（1974年、東京12チャンネル） - バスの乗客
- 連続テレビ小説・マー姉ちゃん（1979年） - 第142回 郵便配達 役
- ザ・ハングマン 第1シリーズ 第17話「地獄へ送る世紀の大魔術」（1981年、テレビ朝日）
- 日立スペシャル 空よ海よ息子たちよ（1981年2月23日、TBS）

### テレビアニメ
1978年
- ペリーヌ物語

1980年
- 鉄腕アトム (アニメ第2作)（校長先生、モスキート、堂本）
- 伝説巨神イデオン（兵士、兵）

1981年
- 太陽の牙ダグラム（デスモント市長）

1983年
- 銀河疾風サスライガー（アル・フォン・ダール博士）
- 装甲騎兵ボトムズ（1983年 - 1984年、隊長、兵士、将校B、スピーカーの声、戦闘員A、店主 他）
- 魔法のプリンセス ミンキーモモ（第1作）（神、老人、おじいさん）
- 未来警察ウラシマン（ハインズ）

1984年
- 機甲界ガリアン（分隊長、守備隊）
- 北斗の拳（老人）
- 名探偵ホームズ（副官）

1985年
- 蒼き流星SPTレイズナー（ダル）
- おねがい!サミアどん
- 星銃士ビスマルク（ヤンソン）

1986年
- 三国志II 天翔ける英雄たち（潘璋）
- 生徒諸君!心に緑のネッカチーフを（北城誠士）

1987年
- エスパー魔美（板前）
- 北斗の拳2（ジョセフ、コヨテ）

1988年
- シティーハンター シリーズ（1988年 - 1989年、ガリ、医師） - 2シリーズ
- それいけ!アンパンマン（1988年 - 1996年、はいおに〈初代〉、てんぷら和尚〈初代〉）
- 闘将!!拉麵男（網元）
- 鉄拳チンミ（医者）
- のらくろクン（臣下）
- ミスター味っ子（魚屋）

1989年
- 青いブリンク（じっちゃん、審判老）
- ジャングル大帝
- ルパン三世 バイバイ・リバティー・危機一発!（保安官）

1990年
- 雲のように風のように
- 昆虫物語 みなしごハッチ（長老）
- 魔法のエンジェルスイートミント（トラッディー）

1991年
- 魔法のプリンセス ミンキーモモ（第2作）（レジェンドイン）

1992年
- クッキングパパ（1992年 - 1995年、老人B、老主人）

1993年
- 忍たま乱太郎（1993年 - 2013年 、旦那、侍、町人、古道具屋、木耳持兼〈3代目〉）
- 無責任艦長タイラー（年金調査官）

1995年
- 鬼神童子ZENKI（北原教授）
- ストリートファイターII V（長老）

1996年
- 機動新世紀ガンダムX（トグサ・アイン）
- 名探偵コナン（1996年 - 2011年、平田和明、津山刑事、伴場創吾、犬伏知晃）
- るろうに剣心 -明治剣客浪漫譚-（ルーデル公司）

1997年
- ゲゲゲの鬼太郎（第4作）（おじいさん）
- 剣風伝奇ベルセルク（1997年 - 1998年、大臣B、武官C、大臣イ、商人）

2000年
- 妖しのセレス（老人）
- 機巧奇傳ヒヲウ戦記（森）
- 幻想魔伝 最遊記（爺）
- ニャニがニャンだー ニャンダーかめん（長老）
- 六門天外モンコレナイト（テキーラの父）

2001年
- グラップラー刃牙（清水治郎）
- ヒカルの碁（越智の祖父）

2002年
- 最終兵器彼女（カワハラ）
- サザエさん（2002年 - 2013年、裏のおじいちゃん〈2代目〉、伊佐坂難物〈2代目〉、岡島さん〈2代目〉、中島の祖父〈2代目〉、須藤、本多、男、棟梁〈初代〉）
- 魔王ダンテ（ベール・ゼブブ）

2003年
- TEXHNOLYZE（老人1）

2005年
- かいけつゾロリ（天国の老人）
- こてんこてんこ（村長）
- パタリロ西遊記!（庄屋）
- まじめにふまじめ かいけつゾロリ（ヤギ町長）

2006年
- よみがえる空 -RESCUE WINGS-（平田和彦）

2008年
- カイバ（爺さん）
- ゲゲゲの鬼太郎（第5作）（日郎）
- ソウルイーター（爺）
- ポルフィの長い旅（老神父）

2010年
- さらい屋 五葉（菊屋）
- HEROMAN（スタン）

2011年
- 魔乳秘剣帖（村長）

2013年
- RDG レッドデータガール（鈴原竹臣）

### 劇場アニメ
- 伝説巨神イデオン 接触篇（1982年、通信兵）
- 伝説巨神イデオン 発動篇（1982年、兵士）
- ちびねこトムの大冒険 地球を救え!なかまたち（1992年、長老）※未公開作品
- ブラック・ジャック 劇場版（1996年、工場長）
- ストレンヂア 無皇刃譚（2007年、白鸞）

### OVA
- トワイライトQ 時の結び目 REFLECTION（1987年）
- レリックアーマーLEGACIAM（1987年）
- 学園便利屋シリーズ アンティークハート（1988年、用務員）
- 機甲猟兵メロウリンク（1988年、ベッカー）
- 機動戦士ガンダム0083 STARDUST MEMORY（1991年、副長）
- 倒凶十将伝 封魔五行伝承（2001年、木宮幻笙）
- 最終兵器彼女 Another love song（2005年、カワハラ）

### ゲーム
1995年
- 機装ルーガII The Ends of Shangrila（ギュオネット）

1996年
- カオスコントロール（ジョン・C・ブラックバーン将軍）

1997年
- FADE TO BLACK（バーグスティン博士）
- ラグナキュール（ジンライ）

1998年
- ロストチルドレン（ダイバー、サイクロプス2）

1999年
- エイブ'99（フレッグ）
- クリックメディック（明石正吉）
- 立体忍者活劇 天誅 忍凱旋（彦根弥九郎）

2000年
- サンライズ英雄譚R（ミーディエイター）
- 立体忍者活劇 天誅 弐（郷田基秀）

2001年
- サンライズ英雄譚2（船長）
- リリーのアトリエ 〜ザールブルグの錬金術士3〜（レオ・ブランデン）

2002年
- 機甲武装Gブレイカー（グルン・バウ・ヨルド）
- ヒカルの碁 院生頂上決戦（越智の祖父）

2003年
- 最終兵器彼女（カワハラ）

2006年
- コロボットアドベンチャー（トルクバーネ）

2008年
- ディズニー・シンク 早押しクイズ（ホーレス・ホースカラー、スクルージ・マクダック）

2010年
- キングダム ハーツ バース バイ スリープ（スクルージ・マクダック、ホーレス・ホースカラー）

2013年
- ディズニー エピックミッキー2:二つの力（ホーレス・ホースカラー）

2014年
- キングダム ハーツ HD 2.5 リミックス（スクルージ・マクダック、ホーレス・ホースカラー）

### ドラマCD
- カミヨミ（佐伯総帥）
- クロックタワー2（リック）
- ストリートファイターZERO 外伝 〜春麗旅立ちの章〜（舐、売人1、組織の男4）
- ソード・ワールド へっぽこーずドラマCD（フランツ）
- ファサード ドラマアルバム「その瞳なす空色の」
- 電車男（酔っぱらいの爺さん）
- 東京魔人学園剣風帖外伝 妖都鎮魂歌（和尚）
- NARUTO -ナルト- ドラマCDシリーズ 巻ノ壱（ホタテ）
- 誘惑のデカメロン〜千と一夜の愛に溺れて（間処晃平、木下、芹沢清彦）
- 竜王の花嫁（水魄）
- ロストチルドレン（サイクロプス、ダイバー）

### 吹き替え

#### 担当俳優
ジェームズ・ホン 
- L.A.救命士（チェン）
- L.A.大捜査線 マーシャル・ロー（チャン・イェン市長）
- ザ・プラクティス ボストン弁護士ファイル（ウォン）
- 天才少年ドギー・ハウザー（庭師）
- 燃えよ!ピンポン（ワン師匠）

パット・モリタ 
- コブラ会（宮城成義）※アーカイブ出演
- ベスト・キッド（ミヤギ）※ソフト版
- ベスト・キッド3/最後の挑戦（ミヤギ）※DVD・BD版

#### 映画
- 愛のそよ風（チャーリー〈ユージン・ピーターソン〉）※フジテレビ版
- アイリスへの手紙
- アウト・フォー・ジャスティス（リッチーの父親〈ドミニク・キアネーゼ〉）※ソフト版
- アガサ 愛の失踪事件
- 明るい離婚計画（ミルトン〈ジェリー・スティラー〉）
- アクシデンタル・スパイ（パク）※ソフト版
- 悪女の構図（クインタン）
- 悪魔の毒々おばあちゃん（ラデュー〈セバスチャン・ラドヴィッチ〉）
- アナライズ・ミー（マネッタ〈ジョー・リガーノ〉）※ソフト版
- アニー・ホール（マーシャル・マクルーハン）※TBS版
- アラクノフォビア（ミルトン・ブリッグス検視官〈ジェームズ・ハンディ〉）※ソフト版
- ALI アリ（イライジャ師〈アルバート・ホール〉）
- アリゲーター（市長）※フジテレビ版
- アリゲーター/愛と復讐のワニ人間（ソーイ）
- アルマゲドン（ウォルター・クラーク〈クリス・エリス〉）※ソフト版
- アンリ・デュナン物語〜国際赤十字誕生〜（アソン・デュフール将軍）
- ICHIGEKI 一撃（パウルおじさん）
- イナゴの日（ヘルヴァーストン）
- 今そこにある危機（ジョン・クラーク〈ウィレム・デフォー〉）※ソフト版
- いまを生きる（トッドの父、ジョー・ダンベリー）※ソフト版
- イン・ザ・ネイビー（ヤンシー・グラハム提督〈ブルース・ダーン〉）
- IN DREAMS/殺意の森（判事）※DVD版
- インナースペース ※TBS版
- ウィロー ※ソフト版
- ウォール街（ダンカン・ウィルモア）※フジテレビ版、（ストーン・リヴィングストン〈ポール・ギルフォイル〉）※機内上映版
- 宇宙戦争（プライアー博士〈ロバート・コーンスウェイト〉）※テレビ東京版
- うっかり博士の大発明 フラバァ（オルムステッド海軍大将）
- エア★アメリカ（バボ）※ソフト版
- エイミー、エイミー、エイミー! こじらせシングルライフの抜け出し方（ノーマン〈ノーマン・ロイド〉）
- エクスプレス/負けざる男たち（ウィリー・デイヴィス〈チャールズ・S・ダットン〉）
- SF/ボディ・スナッチャー（アラン・ボカード、ジャンニ、警部）
- エバー・アフター（モーリス）
- OK牧場の決斗 ※テレビ朝日新録版
- オール・アバウト・マイ・マザー（婦人科医）
- オクトパス IN N.Y.（ヘンスリー署長）
- 男が女を愛する時（ダニー）
- オフビート（アルビン）※テレビ東京版
- オペラ座の怪人（プーヂュー）
- オンリー・ザ・ロンリー（ジョニー・ルーナ）
- 喝采の陰で（パトリック・ディッカー〈ボブ・エリオット〉、グラス警部補〈ジェームズ・トールカン〉、J・J）
- 彼と彼女の第2章（ジャック〈ジョン・スペンサー〉）
- ガンジー ※フジテレビ版
- Q&A（フリン警部）※ソフト版
- 恐怖の魔力/メドゥーサ・タッチ
- 虚栄のかがり火（トム・キリアン〈ケヴィン・ダン〉、トニー〈マラキー・マッコート〉、ロックウッド、エディ）
- キラー・デンティスト（バーンズ医師〈ジム・アントリオ〉）
- クールマネー（ドレイク）
- クッキー・フォーチュン（ビリー・コックス）
- 蜘蛛女（ケイジ〈ジェームズ・クロムウェル〉）※ソフト版
- クリープショー2/怨霊（トラック運転手〈スティーヴン・キング〉）
- クロコダイル・ダンディー2（フランク、ラルフ）※フジテレビ版
- ケーブルガイ
- 刑事ジョン・ブック 目撃者 ※テレビ朝日版
- 刑事ニコ/法の死角（クローダー副本部長〈サルマス・ラスララ〉）※TBS版
- 汚れなき瞳の中に（パパ・チャーリー〈アンジェロ・ベルトリーニ〉）
- ゴースト・チェイス（弁護士）
- ゴーストバスターズ（大司教〈トム・マクダーモット〉）※ソフト版
- コーラスライン（サム、タクシー運転手）
- 恋に落ちたシェイクスピア（ティルマー〈サイモン・キャロウ〉）
- 地上より永遠に（バックリー伍長〈ジャック・ウォーデン〉）※DVD版
- 心のままに（ウィルソン）
- ゴッドファーザー PART III（マルティ・パリシ〈ミッキー・ノックス〉）※フジテレビ版
- 今宵、フィッツジェラルド劇場で（チャック・エイカーズ〈L・Q・ジョーンズ〉）
- ゴリラ（マルセリーノ）※テレビ朝日版
- 殺しのテクニック（ガステル〈セク・リンダー〉）※TBS版
- サウス・キャロライナ/愛と追憶の彼方（マディソン・キングスリー）
- ザ・コンテンダー（オスカー・ビリングス〈フィリップ・ベイカー・ホール〉）
- ザ・シークレット・サービス（ジャック・オオクラ〈クライド・クサツ〉）※ソフト版
- 殺人の追憶（シン・ドンチョル班長〈ソン・ジェホ〉）
- 砂漠のライオン
- サハラに舞う羽根 ※ソフト版
- ザ・ビジター（おもちゃ屋店員）
- ザ・フォッグ（ファイブス医師）※ソフト版
- ザ・フラッシュ2（裁判長）※VHS版
- ザ・フラッシュ3（スキップ〈イアン・アバークロンビー〉）※VHS版
- ザ・マペッツ（ツアーガイド〈アラン・アーキン〉、ウォルドーフ）
- サムソンとデリラ（マノア〈ポール・フリーマン〉）
- サンダー/怒りの復讐（フランク・ヘンソン）
- サンタクロース（ホンカ〈ピーター・オファレル〉）※劇場公開版
- 3人のゴースト
- シー・オブ・ラブ（フランクの父〈ウィリアム・ヒッキー〉）※ソフト版
- シークレット・レンズ（アワド国王〈ロン・ムーディー〉）
- ジーザス（ザカリア〈エドワード・ハードウィック〉）
- JFK（ジョー・スミス）※ソフト版
- ジェイド（カイル・メドフォード）
- シャーロック・ホームズ/ボヘミアの醜聞（ジェンキンズ）
- シャーロック・ホームズ/四つの署名（シャーマン）
- ジェイソンX 13日の金曜日（コンドー、ウィマー博士〈デヴィッド・クローネンバーグ〉）
- 地獄の殺人救急車/狙われた金髪の美女（イライアス〈レッド・バトンズ〉）
- 死の標的（リトル・リチャード〈ゲイリー・カルロス・セルヴァンテス〉、オドワイヤー保安官〈スタンリー・ホワイト〉）※フジテレビ版
- ジム・キャリーはMr.ダマー（カール・スワンソン〈ハンク・ブラント〉）
- ジャック・サマースビー ※ソフト版
- 上海ブルース（戦友のホームレス）
- 12人の怒れる男（陪審員4番〈ヴァレンティン・ガフト〉）
- 少林寺武者房（老師）
- 処刑ライダー（レッド）※テレビ朝日版
- シルヴィア（トーマス教授〈マイケル・ガンボン〉）
- 白い嵐（フランシス・ボーモント〈デヴィッド・セルビー〉）
- 新・明日に向って撃て!（ビル・カーヴァー〈クリストファー・ロイド〉）
- 真実の瞬間（ジョー・レッサー〈マーティン・スコセッシ〉）
- シンドラーのリスト（メナーシャ・レヴァルトー〈エズラ・ダガン〉）
- 新ポリス・ストーリー Pom Pom（ペンキ職人〈ウー・マ〉）
- スーパードッグ エア・バディ/ビーチバレーで危機一髪!（ボブ保安官）
- スーパードッグ エア・バディ/ベースボールで一発逆転!（ボブ保安官）
- スーパー・マグナム（チャーリー〈フランシス・ドレイク〉）※テレビ朝日版
- スカーレット&ブラック（ダルシー・オズボーン卿）
- スキャナーズ（アーノ・クロスティック）
- スター・ウォーズ エピソード5/帝国の逆襲（ケンダル・オッゼル提督〈マイケル・シェアード〉）※ソフト版
- スターゲイト（C・P・ラングフォード教授〈エリック・オランダ〉）
- スタートレックV 新たなる未知へ（ボブ）※機内上映版
- スターフライト・ワン（ジョー・パドウスキー）
- ステラ（ビリー）※ソフト版
- ストーリー・オブ・ラブ（ハリー〈トム・ポストン〉）
- ストリートファイター ※ソフト版
- スペースキャット（サラソタ・スリム、NASAのエグゼクティブ〈アルフレッド・ソボロフ〉）
- スペースボール（牧師）
- セブン・イヤーズ・イン・チベット（チャン・ヂンウー将軍〈リック・ヤング〉）※ソフト版
- 戦慄のストーカー/ある女子学生の場合（ウォーレン・カーティス判事）
- ソード・オブ・ザ・ファンタジー（セルヴァティクス）
- SONNY ソニー（ヘンリー・ウェイド〈ハリー・ディーン・スタントン〉）
- ゾンビ（指揮官）
- ダーク・ハーフ（Dr.プリチャード〈ラリー・ジョン・メイヤーズ〉）※ソフト版
- ダーティハリー2（タクシー運転手〈ボブ・マクラーグ〉）※テレビ朝日版
- タイガー&ドラゴン 伝説降臨（マン・チャウ〈張震〉）
- タイム・ガーディアン（ジェイク）※VHS版
- タオの伝説（マントース〈リー・アレンバーグ〉）
- タクシードライバー ※TBS版
- 脱走山脈（ケラーマン）※TBS版
- 007シリーズ
  - 007/ダイヤモンドは永遠に（フェリックス・ライター）※TBS旧録版
  - 007/黄金銃を持つ男（ラザー）※TBS版
  - 007/私を愛したスパイ（ウェイター）※TBS版
  - 007/オクトパシー（フレデリック・グレイ国防大臣〈ジェフリー・キーン〉）※TBS版
  - 007/消されたライセンス（Q〈デスモンド・リュウェリン〉）※ANA機内上映版
- タワーリング・インフェルノ（ビル〈ウィリアム・トレイラー〉）※日本テレビ版
- ダンサー・イン・ザ・ダーク（オルドリッチ・ノヴィ〈ジョエル・グレイ〉）
- 血まみれギャングママ（保安官〈スティーブ・ミッチェル〉）
- チャイルド・ゲーム（兄のヴォルムス）
- チャイルド・プレイ/チャッキーの花嫁（プレストン刑事）
- ツイン・ドラゴン（医者〈ラウ・カーリョン〉、タン〈チュウ・ヤン〉）※ソフト版
- 月の輝く夜に（アーブ、フェリックス）※ANA機内上映版、（老人〈フェオドール・シャリアピン・ジュニア〉、フェリックス）※JAL機内上映版
- ディープ・フィアー（ウリー、ロデック）
- ディック・トレイシー（ナンバーズ〈ジェームズ・トールカン〉）
- TINA ティナ（エルパソの医師〈バリー・シャバカ・ヘンリー〉）
- 鉄仮面（デュヴァル〈イアン・ホルム〉）
- デッドフォール（マット副所長〈フィル・ルーベンスタイン〉）※テレビ朝日版
- デュークス・オブ・ハザード（ジェシー・デューク〈ウィリー・ネルソン〉）
- デルタ・フォース（デヴィッド・ロゾフスキー）
- デルタフォース3 ※テレビ東京版
- 天国に行けないパパ
- 天国の日々
- トイ・ソルジャー（ジャック・ソープ〈マイケル・チャンピオン〉）※VHS版
- 逃亡者（老刑務官〈リチャード・リール〉、クライヴ・ドリスコル、スティーヴンス）※ソフト版
- トゥルー・カラーズ（ラッカービー上院議員）
- ドク・ハリウッド ※フジテレビ版
- ドラキュラ ※旧ソフト版
- ドラゴン・ワールド（アンガス・マッゴーワン〈アンドリュー・キア〉）
- ドリーム・チーム（ニューワルド医師〈ミロ・オーシャ〉）
- トワイライトゾーン/超次元の体験（ラリー〈ダグ・マグラス〉、エイジー）
- 永遠に美しく…（家主）※ソフト版
- ドン・サバティーニ（ロレンゾ）
- ナチュラル（判事〈ロバート・プロスキー〉）※ソフト版
- ニードフル・シングス（ヘンリー・ボーフォート）
- ニュー・ジャック・シティ ※ソフト版
- ニューヨーク東8番街の奇跡（レイシー〈マイケル・グリーン〉、シド・ホーゲンソン）※フジテレビ版
- ニンジャ（オクダ〈デイル・イシモト〉）
- ネットフォース（モー・パンザー、ジェリー・プラマー、ロジャース上院議員）※ソフト版
- ノーバディーズ・フール（フラット判事〈フィリップ・ボスコ〉）
- 農場の死（大臣〈イアン・ラトレイ〉、海軍士官〈ピーター・サンズ〉、タフ〈ダグラス・ハリス〉、刑事）
- ハートに火をつけて（ジョン・ルポーニ〈ディーン・ストックウェル〉）※テレビ東京版
- ハートブレイク・リッジ 勝利の戦場（ゼーン判事〈ジョン・イームズ〉）※テレビ朝日版
- バートン・フィンク（ガーランド・スタンフォード、マストロナティ刑事〈リチャード・ポートナウ〉）※VHS版
- バーニーズ あぶない!?ウィークエンド（リチャードの父〈テッド・コッチェフ〉）
- バーバー
- ハーレム・ナイト（ジョー・レオーニ、サンドマン）※ソフト版
- ハイスクール白書 優等生ギャルに気をつけろ!（ロン・ベル教頭〈マット・マロニー〉）
- 背徳の囁き（トラフィガン巡査〈タイド・キアニ―〉、デイビス刑事、ティタース巡査、神父、男）
- ハイリスク（フランキーの父〈ウー・マ〉）
- 裸の銃を持つ男（教習所の教官〈ジョン・ハウスマン〉、ティム・マッカーバー）※ソフト版
- 裸の銃を持つ男 PART2 1/2（ドナルド・フェンズウィック）※テレビ朝日版
- バック・トゥ・ザ・フューチャー PART3（酒場の老人2〈ハリー・ケリー・ジュニア〉、運転士〈ビル・マッキニー〉）※ソフト版
- バットマン オリジナル・ムービー（スキミドラップ船長〈レジナルド・デニー〉）※ソフト版
- バットマン（エディ、外科医）※ソフト版
- バットマン ビギンズ ※ソフト版
- 波止場（ビッグ・マック〈ジェームズ・ウェスターフィールド〉）※テレビ朝日版
- 花咲ける騎士道（シャヴィル）
- パラダイス・アーミー（サイコ〈コンラッド・ダン〉）
- ハリウッドにくちづけ（祖父〈コンラッド・ベイン〉）
- パリ警視J（ガルニエ署長〈ジャック・デヴィッド〉、ローザンベール警部〈モリス・オゼル〉、トリアン兄弟の兄〈イヴ・ガブリエリ〉男1、バーの客、黒人）
- ハロウィン4 ブギーマン復活（ジャクソン・P・セイヤー牧師〈カーメン・フィリッピ〉、アンガー〈ウォルト・ローガン・フィールド〉）※VHS版
- 晩秋（ヴィクター・ウォルトン）※VHS版
- ハンナとその姉妹（ブルックス医師）
- ハンボーン（レスター・バーンズ〈ジャック・カーター〉）※フジテレビ版
- ピースメーカー ※TBS版
- ビッグ・フィッシュ（町長）※ソフト版
- ビバリーヒルズ・コップ3（アンクル・デイヴ・ソーントン〈アラン・ヤング〉、ダグラス・トッド警部〈ギルバート・R・ヒル〉）※ソフト版
- ビリー・ホリデイ物語/奇妙な果実（グロスマン医師）
- ピンク・パンサー4（警視総監、ジュリオ・スカリーニ）
- ファイナル・オプション（ハークネス〈アラン・ミッチェル〉、ハロルド・スタウントン外務大臣〈ジョン・ウッドナット〉）※テレビ朝日版
- ファイヤーフォックス（フライシャー海軍少佐〈ジェームス・ステイリー〉）※TBS版
- ファミリー・ゲーム/双子の天使（レス・ブレイク）
- ファミリービジネス（ナット）
- ファンハウス/惨劇の館
- フィーリング・ミネソタ（ロイス〈デヴィッド・アラン・スミス〉）
- フィオナが恋していた頃（ジョン・マーニー〈ドナル・ドネリー〉）
- フィクサー（ゲイブ・ゼイベル〈ビル・レイモンド〉）
- フィラデルフィア・エクスペリメント（パー・ウィリス〈エド・ベイキー〉）※フジテレビ版
- フェイク（ディーン・ブランドフォード〈ジェリー・ベッカー〉）
- フォーリング・ダウン（ヤードリー署長〈レイモンド・J・バリー〉）※ソフト版
- フライド・グリーン・トマト（スモーキー・ロンサム〈ティモシー・スコット〉）
- フランティック（飲んだくれ〈ドミニク・ピノン〉、アーウィン）※TBS版
- フリー・ウィリー3（ディニーン〈ステファン・E・ミラー〉）
- Bridget ブリジット（ジョン・ホーク、グラント〈ヴィクター・アルゴ〉、モハメド）
- プリズナー・オブ・ラブ（エド）
- フリッパー（エイブラムズ）
- プリティ・プリンセス2/ロイヤル・ウェディング
- ブルーサンダー ※テレビ朝日版
- ブルー・ファイア（ホワイト博士）
- ブルズ・アイ（カイル〈スティーヴ・レイルズバック〉）
- ブレイブハート（スマイス〈マイケル・バーン〉）※ソフト版
- プロジェクト・イーグル（アンダーソン）※ソフト版
- ペインテッド・デザート タフ劇場版（アルの仲間）
- ベスト・キッド2（イチロウ）※ソフト版
- ヘリコップ（ドクター・カウ〈ディートリッヒ・ホリンデルバウメル〉）
- ヘルハザード/禁断の黙示録（ガソリンスタンドの男）
- ベルボーイ狂騒曲/ベニスで死にそ〜（マーシャル氏〈リンゼイ・アンダーソン〉）
- ペンタグラム/悪魔の烙印（修道院長〈ハンスフォード・ロウ〉）※VHS版
- Born to be ワイルド（レオン〈トレイシー・ウォルター〉）
- ボクはむく犬（ハンソン巡査〈ジェームズ・ウェスターフィールド〉）
- 星の王子 ニューヨークへ行く（ランドルフ・デューク〈ラルフ・ベラミー〉）※フジテレビ版
- ポセイドン・アドベンチャー（船医）※LD版
- ホワイト・バッファロー（エイモス・ブリッグス〈ジョン・キャラダイン〉）
- ホワイト・ファング ※ソフト版
- ホンコン・フライド・ムービー（ミニバスの運転手、ラウ）
- マシーンヘッド （ハーマン・ケルプ）
- マッドマックス/サンダードーム（水売り屋）※フジテレビ版
- マッドライダー（パピヨン）
- マネー・トレイン ※ソフト版
- マネー・ピット（モンゴメリー・シュラップ）※TBS版
- マルセイユ・ヴァイス（シルヴィオ・バジノレリ）
- マンデラの名もなき看守（フォルスター大将〈ルイス・ヴァン・ニーカーク〉）
- ミッドナイト・スナイパー/人妻が目撃した死体なき殺人（チャンシー〈バート・レムゼン〉）※VHS版
- ミッドナイトヒート（マシュー〈マイケル・タルボット〉）※VHS版
- ミッドナイト・ラン（ジョーイ〈ロバート・ミランダ〉）※VHS版
- ミュンヘン
- みんな元気（エド医師）
- 無防備都市 ※NHK版
- メジャーリーグ2（トレーナー）
- メル・ブルックス/逆転人生（ノウルズ〈マイケル・エンサイン〉）
- メル・ブルックスの大脱走（ホブス将軍〈アイヴァー・バリー〉、ドイツ兵10、ドイツ兵16）
- モンテカルロ殺人事件
- やさしくキスをして（タリク・カーン）
- 野獣捜査線
- ヤング・シャーロック/ピラミッドの謎（墓地の管理人）※フジテレビ版
- U-20（マージー卿）
- 溶解人間（ハロルド〈エドウィン・マックス〉、釣り師）
- ライフ・アクアティック（エステバン・デュ・プランティエ〈シーモア・カッセル〉）
- ライフ・ドア 黄昏のウォール街（デイビッド・スターリング〈リップ・トーン〉）
- ラスト・ボーイスカウト（アメリカンフットボールの実況）※フジテレビ版
- ランボー（オーバル〈ジョン・マクリアム〉）※日本テレビ旧録版・フジテレビ版
- ランボー/怒りの脱出（海賊ヴィン〈ウィリアム・ジェント〉）※テレビ朝日版
- リコシェ/炎の銃弾（本を配る囚人）※VHS版
- リトルキョンシー 幽霊童子（シャオチンのおじ）
- リビング・ブラッド（ハーヴィ、サム）
- ルートヴィヒ（宮中書記官デュフリップ、クライルスハイム男爵、兵士）
- 霊幻道士6 史上最強のキョンシー登場!!（博士）
- レイダース 失われた魔宮と最後の王国
- レイン・オブ・アサシン
- レジェンド・オブ・フォール/果てしなき想い（デッカー〈ポール・デスモンド〉）※VHS・DVD版
- レジェンド・オブ・フラッシュ･ファイター 電光飛龍（アフー）
- REX レックス（ヴィンスの父〈レスリー・カールソン〉）
- ロジャー・ムーア/冒険野郎（エル・ケブ、ハウ提督）※TBS版
- ワールド・トレジャー 聖なる予言（セバスチャン枢機卿〈ヘクター・エリゾンド〉）
- 惑星アドベンチャー スペース・モンスター襲来!（署長）

#### ドラマ
- アウトバーン・コップ（首相）
- アガサ・クリスティー ミス・マープル パディントン発4時50分（乗務員）
- 悪魔の異形 #13（マーカム）
- アボンリーへの道（老人、御者 他）
- アルフ シーズン1 #4（サイモン・ドライデン）
- ERIII緊急救命室（ジョー〈ジョー・アンジャー〉、車掌）
- ERIV緊急救命室（ブルーフィールド）
- インディ・ジョーンズ/若き日の大冒険
- 浮気なおしゃれミディ（Mr.ウッズ〈デイビス・ロバーツ〉）
- X-ファイル
- NYPDブルー（ルウ〈ダン・ヘダヤ〉）
- 狼女の香り（モリス博士〈クリストファー・ベンジャミン〉）
- 堕ちた弁護士 -ニック・フォーリン-（エド・ストライカ〈ブルース・ウェイツ〉）
- 俺がハマーだ! シーズン2 #7（家主）、#13（留置所のニセ医師）
- 女弁護士ロージー・オニール（ランダール・トンプキンズ〈フィリップ・アボット〉）
- 華麗なるペテン師たち #3
- 恐竜家族
- クライム・ストーリー（フリードリッヒ・ガントマン博士）
- クリミナル・マインド FBI行動分析課 #20（ダグ・グレゴリー〈ロバート・パイン〉）
- 刑事ナッシュ・ブリッジス（ウィリアム・ウィートン〈レオン・ラッサム〉）
- コールドケース #11（ヘスース・トレス〈ロバート・ラサード〉）
- コールドケース2 #21（ハーグローブ家使用人〈ウィリアム・モーガン・シェパード〉）
- ザ・ビジターIV（ニコラス〈レオン・リッピー〉）
- ザ・プラクティス ボストン弁護士ファイル（ナップ判事〈ジェームズ・カレン〉、クリス・プラット判事〈エドワード・アズナー〉）
- 三国志演義（許貢）※NHK-BS2版
- 三国志 Three Kingdoms（陶謙）
- CSI:マイアミ #13（ギル刑事〈ビクター・リバース〉）
- ジェシカおばさんの事件簿
  - あの世から夫が招く（カーマイケル医師〈ドン・ダビンス〉）
  - 探偵はタフなやつ（レイ・クラビッツ〈ジェラルド・S・オラクリン〉）
- シドニー・シェルダンの明日があるなら（ミラー警部、レスター）※VHS版
- シャーロック・ホームズの冒険 最後の事件（館長）
- 私立探偵マグナム シーズン2 #9（ヨシオ・ニシモト〈ジョン・フジオカ〉）
- 死霊伝説 セーラムズ・ロット（チャーリー・ローズ）
- 新・刑事コロンボ
  - マリブビーチ殺人事件（検視官）
  - 影なき殺人者（クエンティン・コルベット本部長〈ジョン・フィネガン〉）
  - かみさんよ、安らかに（ジョー、レストランの支配人）※レストランの支配人は完全版追加収録部分
  - 殺人講義（クーパー・レッドマンの父、マイク刑事）
  - 死者のギャンブル（カジノディーラー）
- 新スタートレック（ゴロツキ〈ビフ・メイナード〉、パイ売りの男）#29
- スタジオDC:オールスター・ライブ（ウォルドーフ）
- スティーヴン・キングのキングダム・ホスピタル（ベイツ）
- そりゃないぜ!? フレイジャー シーズン3 #2（シャクター医師〈ミロ・オーシャ〉）
- 大旗英雄伝（無色大師）
- 超音速攻撃ヘリ エアーウルフ シーズン3 #8（バーク）
- 超音速ヒーロー ザ・フラッシュ（クイン〈ジョージ・ディッカーソン〉）※日本テレビ版
- ツイン・ピークス（ピート・マーテル〈ジャック・ナンス〉）
- ツイン・ピークス The Return（ピート・マーテル〈ジャック・ナンス〉）
- 特捜刑事マイアミ・バイス
  - シーズン1 #2（キャルマン・クレイバーン）
  - シーズン3 #23（コネホ）
- 特捜班CI-5（フェリス〈バリー・スタントン〉）
- ドクタークイン 大西部の女医物語（ジェイコブス〈チャールズ・C・スティーヴンソン・Jr〉）
- Dr.HOUSE（ロドニー・フォアマン〈チャールズ・S・ダットン〉）
- 特攻野郎Aチーム
  - シーズン2 #8（カルヴィン・メイヤー、ハゴピアン）
  - シーズン3 #12（ビックフォード保安官）
  - シーズン4 #18（メイトランド）
  - シーズン5 #9（ストックウェルの情報屋〈デイル・イシモト〉）
- ナース・ジャッキー3
- ナイトライダー
  - シーズン1 #7「デボン逮捕!決死の脱獄・迫る巨大トレーラー!橋上の対決」（ピンク）
  - シーズン1 #17「激突!キット対マイケル・悪魔の洗脳!奪われたナイト2000」（リン・トッピング）
  - シーズン2 #8「盗まれたナイト2000 知能戦!天才マイコン少年vsキット」（フレデリクス）
  - シーズン2 #18「復讐の罠!マイケルは2度死ぬ・シグナルGO!高層ビル激突」（ブリュンメル）
- パイレーツ・オブ・アトランティス（ベンジャミン・ホーニー・ゴールド〈ステイシー・キーチ〉）
- 犯罪捜査官ネイビーファイル
  - シーズン1 #4（ソンシリ大使〈マイケル・ポール・チャン〉）
  - シーズン4 #3（ヒガシモリ・イチロー〈マコ岩松〉）
- ヒルストリート・ブルース（アーウィン・バーンスタイン検事補〈ジョージ・ワイナー〉、ウォルシュ）
  - シーズン2 #10（ダグラス・カムストック）
  - シーズン5 #7（エルネスト・サンチェス）
- ファミリータイズ シーズン3  #8（牧師）、#22（クレッツァー）
- フェアリーテール・シアター はだかの王様（大蔵大臣）
- フェリシティの青春（ウィリアム・ギャリベイ教授〈ハロルド・グールド〉）
- V.I.P.（クライガー判事〈レイ・ワイズ〉）
- ふたりは最高!ダーマ&グレッグ シーズン3 #6（老人）
- 冒険野郎マクガイバー
  - シーズン1 #2（アネク村長〈クライド・クサツ〉）
  - シーズン2 #15（アーニー・リンドクイスト）
- ミルドレッドの魔女学校（フランク・ブロッサム）
- 名探偵ポワロ あなたの庭はどんな庭?（検視官、郵便屋）※NHK版
- ヤングライダーズ（靴屋 他）
- 霊能者アザーズ（アルバート・マッゴナグル〈ジョン・アイルワード〉）

#### アニメ
- 怪盗グルーシリーズ（ネファリオ博士〈初代〉）
  - 怪盗グルーの月泥棒 3D
  - 怪盗グルーのミニオン危機一発
- ケチャップ（ザバリョーネ先生）
- 西遊記 孫悟空対白骨婦人（老猿）
- ザ・シンプソンズ MOVIE（チャールズ・モンゴメリ・バーンズ社長）※劇場公開版
- 少女チャングムの夢
- タンタンの冒険旅行（リー、チェン、バブエルエル）
- 地上最強のエキスパートチーム G.I.ジョー（トーチ）
- チップとデールの大作戦（レーダーの技術士）※テレビ東京版、（ハービー、レーダーの技術士、市長、執事、ガイド、側近1、ネズミ）※新吹き替え版
- トムとジェリー（国王）
- 9 〜9番目の奇妙な人形〜（2〈マーティン・ランドー〉）
- ハウス・オブ・マウス（ホーレス・ホースカラー、ヤギ、ゼペット、白ウサギ、イモムシ、マーリン、ノッティンガムのシェリフ）
- バットマン
- パワーパフガールズ（シティズビルの市長）
- ミッキーの巨人退治（町民）※新吹き替え版
- ミッキーマウス!（スクルージ・マクダック〈初代〉）
- ミッキーマウス・ワークス（ホーレス・ホースカラー）

#### その他のコンテンツ
- 東京ディズニーランド
  - ディズニー・クリスマス・ストーリーズ（スクルージ・マクダック）
- 文藝春秋 Sports Graphic Number Video Version 世界珍プレードキュメント スポーツあれれ大全（1936年オリンピック陸上選手 ルー・ザンパリーニ、キャスター2、マネージャー アル・ブラバーマン）

### ボイスオーバー
- ドキュメンタリー ナルニア国物語〜秘密の年代記〜（2006年）
- BS世界のドキュメンタリー（NHK-BS）
  - 市民の20世紀「希望と革新の夜明け」（1997年）
  - 市民の20世紀「豊かさを求めて 成長するアジア」（1997年）
  - 「実録 ニュルンベルク裁判」（2007年）
  - 「50年後の未来II サイバーテロに狙われる電脳都市」（2007年）
  - 「宇宙への知られざる第一歩」（2012年） - デビッド・サイモンズの声
- 地球ドラマチック（NHK総合）
  - 「ストーンヘンジ 復元!謎の巨石群 前・後編」（2005年）
  - 「アメリカ人はどこから来たのか」（2007年） - マイケル・コリンズの声
  - 「密着!動物園ER 〜スミソニアンの獣医師たち〜」（2008年）

### CM
- グッドイヤータイヤ（お茶の水博士）